# Franska Polynesiens president
Franska Polynesiens president (franska: Président de la Polynésie française, tahitiska: Peretīteni no te Porīnetia farani) är regeringschefen till Franska Polynesiens regering. Presidenten nomineras av Franska Polynesiens parlament. Mandatperioden är 5 år och kan förnyas en gång. Den nuvarande presidenten är Moetai Brotherson som blev invald den 12 maj 2023.
Befattningen grundades år 1984 under namnet regeringens president. Befattningen fick sin nuvarande namn år 2004. Presidents lön är 680 580 CFP-franc per månad.
Presidentens främsta uppgift är att fungera som kontaktperson mellan Franska Polynesien och Frankrikes centrala myndigheter. Presidenten är också automatiskt Tahiti Nui-ordens stormästare. Hans eller hennes andra uppgifter är bl.a.:
- att bilda regeringen
- att verkställa parlamentets lagförslag
- att organisera budgetförhandlingar
- att utge Franska Polynesiens officiella tidningen Journal officiel de la Polynésie française